# ТП Мазембе
«Ту Пюїссан Мазембе» (фр. Tout Puissant Mazembe), або скорочено «ТП Мазембе» (фр. TP Mazembe) (колишня назва «Енглеберт» (фр. Englebert)) — футбольний клуб з Демократичної Республіки Конго з міста Лубумбаші. Домашні матчі команда проводить на стадіоні «Стад ТП Мазембе» місткістю 18 500.

## Досягнення
- Чемпіон ДР Конго (15): 1966, 1967, 1969, 1976, 1987, 2000, 2001, 2006, 2007, 2009, 2011, 2012, 2013, 2014, 2016
- Володар кубка ДР Конго (5): 1966, 1967, 1976, 1979, 2000
- Володар Суперкубка ДР Конго (3):  2013, 2014, 2016
- Переможець Ліги чемпіонів (5): 1967, 1968, 2009, 2010, 2015
- Володар Кубка конфедерації КАФ: 2016
- Володар Кубка володарів кубків: 1980
- Володар Суперкубка КАФ: 2010, 2011, 2016
- Фіналіст чемпіонату світу: 2010